# Benczúr János
Benczúr János (Losonc, 1817. május 29. – Rimabrézó, 1852. július 12.) járásbíró, ügyvéd.

## Élete
Atyja Benczur Sámuel evangélikus lelkész volt, aki 1827-ben Nyíregyházára költözvén, fiát is itt taníttatta; a gimnázium felsőbb osztályait az eperjesi kollégiumban hallgatta, a jogot Pesten végezte s 1842-ben ügyvédnek esküdött fel, 1848-ban Nyíregyháza aljegyzője volt, mely hivataláról a szabadságharc után lemondott és egy ideig bujdosott, azután ügyvédkedett; később császári és királyi járásbíró lett.

## Munkái

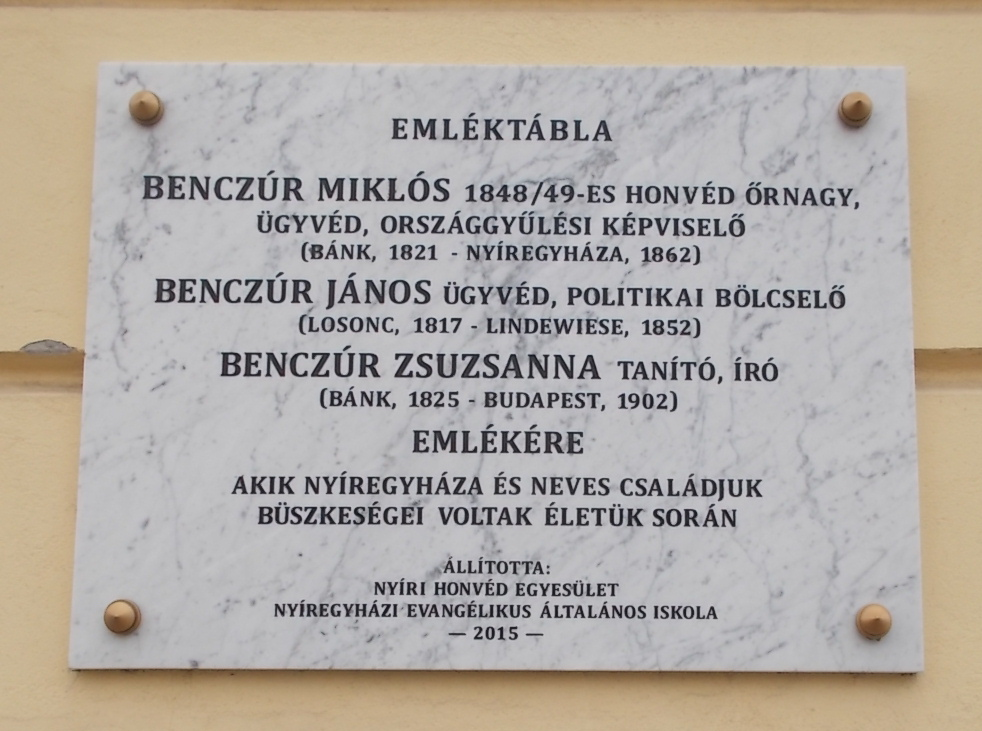
Benczúr Miklós, Benczúr János és Benczúr Zsuzsanna emléktáblája Nyíregyházán

- Alkotmányozás vagy vélemény a megyei s sz. kir. városi kérdések iránt. Pest. 1843.
- Cecil. Regény, Hahn-Hahn Ida grófnő után ford. németből. Uo. 1844. Két rész. (Uj Külföldi Regénytár IV. V.)
- Európai titkok egy mediatizalttól. Uo.… (Ford.)
- Magyarországi hitbizományok czélszerű átváltoztatásáról. Uo. 1847. (A magyarországi hitbizományok átalakításáról. Az Akadémia által 1846-ban a Dercsényi János-féle jutalmakkal koszorúzott pályamunkák II.)
- Ügyvédi viszonyok. Pest, 1847. (A m. Akadémia dicséretében részesült.)
- A szabadság és társadalmi rend elméletei. Uo. 1848.

Az irodalommal már 1836-ban foglalkozott, midőn az eperjesi magyar társaságnak tagja volt; azután Pesten a Jelenkor mellett sokáig működött, különösen tanulmányozása tárgyává tette a közjogi viszonyokat. Dolgozatai Széchenyi István gróf figyelmét is felköltötték; írt még az Athenaeumba (1840), Regélőbe (1841) és Társalkodóba (1842).